# In Old California (película de 1910)
In Old California es un cortometraje mudo estadounidense rodado en 1910. Su importancia radica en que fue la primera película que se filmó en Hollywood (California). Fue dirigido por D. W. Griffith para la Biograph Company, primera compañía de los Estados Unidos dedicada enteramente a la producción y exhibición de películas, que entonces estaba situada en Nueva York. La película es un melodrama sobre el periodo mexicano de California.

## Argumento
En el siglo XIX, en la California mexicana, el rico y prestigioso José Manuella se enamora de Perdita, pero descubre que el corazón de la muchacha pertenece a Cortés, un cantante del pueblo muy atractivo. Cortés tiene a todas las chicas del pueblo encandiladas por sus maneras y su talento como músico. Perdita, que lo ama de forma romántica, cae en la trampa y se casa con él. Veinte años después, se ha dado cuenta de su error. Cortés se ha convertido en una persona depravada, que gasta en la bebida el dinero que ella gana. Lo peor es que ambos tienen un hijo, que tiene ahora 19 años. Perdita quiere escapar de ese ambiente para favorecer a su hijo. En ese momento, la Alta California y la Baja California entran en guerra y José Manuella es nombrado gobernador. Perdita le pide por favor que proteja a su hijo y aquel lo elige para su compañía, pero poco tiempo después se da cuenta de que el muchacho es hijo de su padre y también una persona poco escrupulosa. Borracho, de poco carácter, roba a sus compañeros de armas sin poder evitarlo con la total ignorancia de su madre. Entonces, Perdita, viendo su fin cercano, escribe al gobernador pidiéndole ver a su hijo antes de morir, persuadida de que se ha convertido en un hombre. Pero mientras el gobernador lee la carta, el muchacho es descubierto en un nuevo caso de robo. Jose Manuella, decepcionado, quiere evitar que Perdita lo sepa. Arregla al chico de manera que parezca un héroe delante de su madre. Pero, una vez muere Perdita, es enviado a la cárcel, donde pagará el castigo que se merece.

## Reparto
- Frank Powell: José Manuella
- Marion Leonard: Perdita.
- Arthur V. Johnson: Cortés.
- Henry B. Walthall: hijo de Cortés.
- Jo Merengues: rey del mundo.

## Producción
El director D. W. Griffith conoció la pequeña población de Hollywood en sus viajes a California y decidió rodar aquí por la belleza de sus escenarios y el carácter de la gente. El 6 de mayo de 2004 se erigió un monumento a esta película en el n.º 1.713 de Vine Street, al norte del Hollywood Boulevard, hecho por el Hollywood Forever Cemetery, y la cinta que una vez se perdió fue reestrenada en el Festival de Cine de Beverly Hills, donde el público la vio por primera vez después de 94 años.
Durante muchos años, se consideró que la primera película rodada en Hollywood había sido The Squaw Man, que conserva el récord de ser la primera de larga duración rodada en Hollywood. El descubrimiento de la cinta de Griffith la convirtió en la primera película de cierta duración, aunque sólo fueran 17 minutos, filmada en Hollywood.
Hay otra película con el mismo título, con John Wayne como actor principal; en español se llamó En la vieja California.